# بطولة كاريوكا 1922
بطولة كاريوكا 1922 هو موسم من بطولة كاريوكا. فاز فيه نادي أمريكا لكرة القدم.